# 17933 Haraguchi
17933 Haraguchi (1999 GM36) là một tiểu hành tinh vành đai chính được phát hiện ngày 12 tháng 4 năm 1999 bởi nhóm nghiên cứu tiểu hành tinh gần Trái Đất phòng thí nghiệm Lincoln ở Socorro.